# Pont de Lupu
Pour les articles homonymes, voir Lupu.
Le pont de Lupu (chinois simplifié : 卢浦大桥 ; chinois traditionnel : 盧浦大橋 ; pinyin : Lúpǔ dàqiáo) est le pont en arc ayant la deuxième plus grande portée au monde (550 m), derrière celle du pont de Chaotianmen, à Chongqing.

## Description
Ce pont autoroutier urbain franchit le fleuve Huangpu, qui traverse la ville de Shanghai. Ce fleuve entoure le centre-ville historique de Shanghai, dénommé Puxi (littéralement « l'ouest du fleuve Pu »). Le pont est donc à proximité immédiate du centre-ville. Le pont se visite, et constitue en 2009-2010 un point de vue intéressant sur la zone de l'Exposition universelle de 2010 à Shanghai. Cette zone s'étend à l'est du pont, de part et d'autre du fleuve.

## Dénomination
Le nom de cet ouvrage « Lupu » est une abréviation des deux districts qu'il relie : le district de Luwan sur la partie nord et celui de Pudong au sud. Les trois autres grands ponts de Shanghai sur le Huangpu suivent également cette convention : le pont de Nanpu (Nanshi - Pudong), le pont de Yangpu (Yangpu - Pudong) et le pont de Xupu (Xuhui - Pudong).

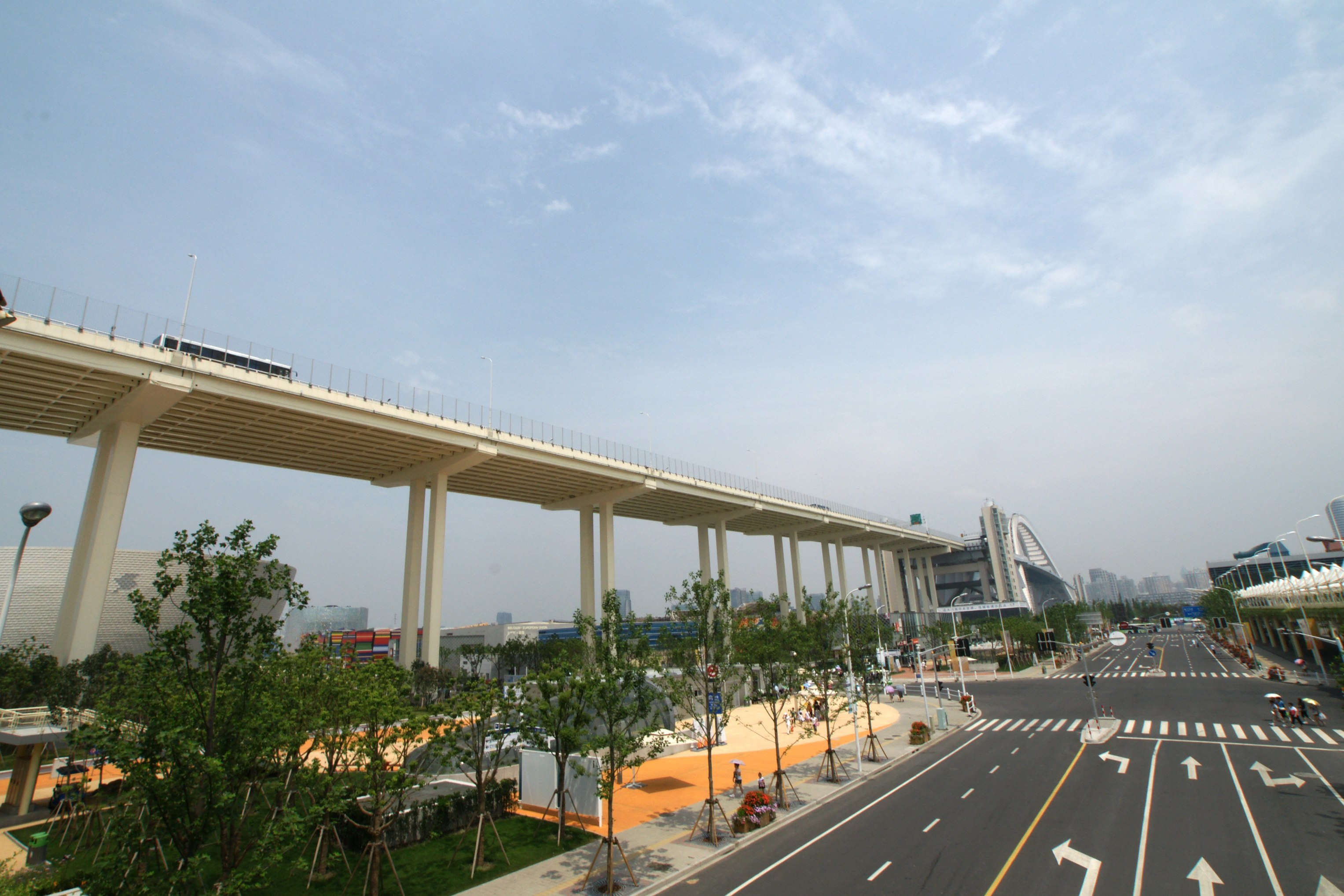
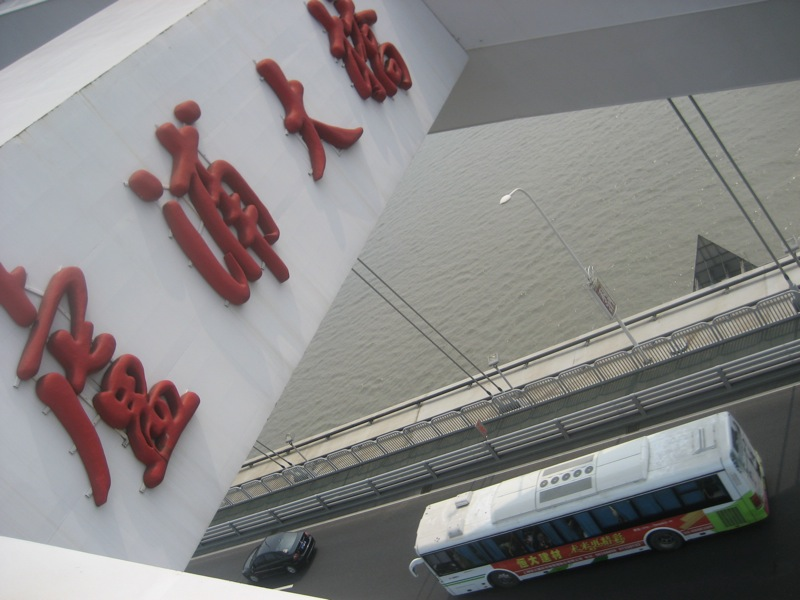
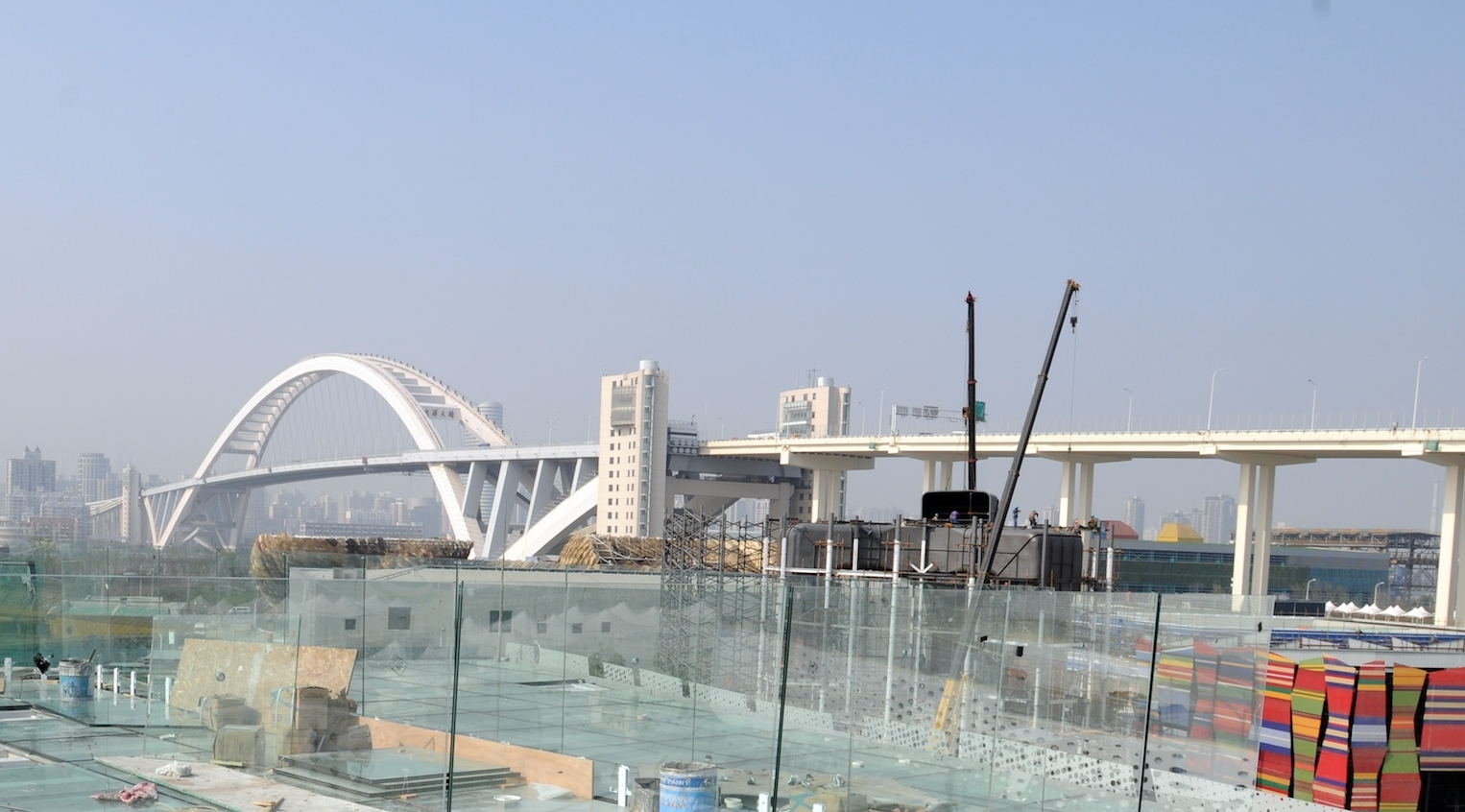
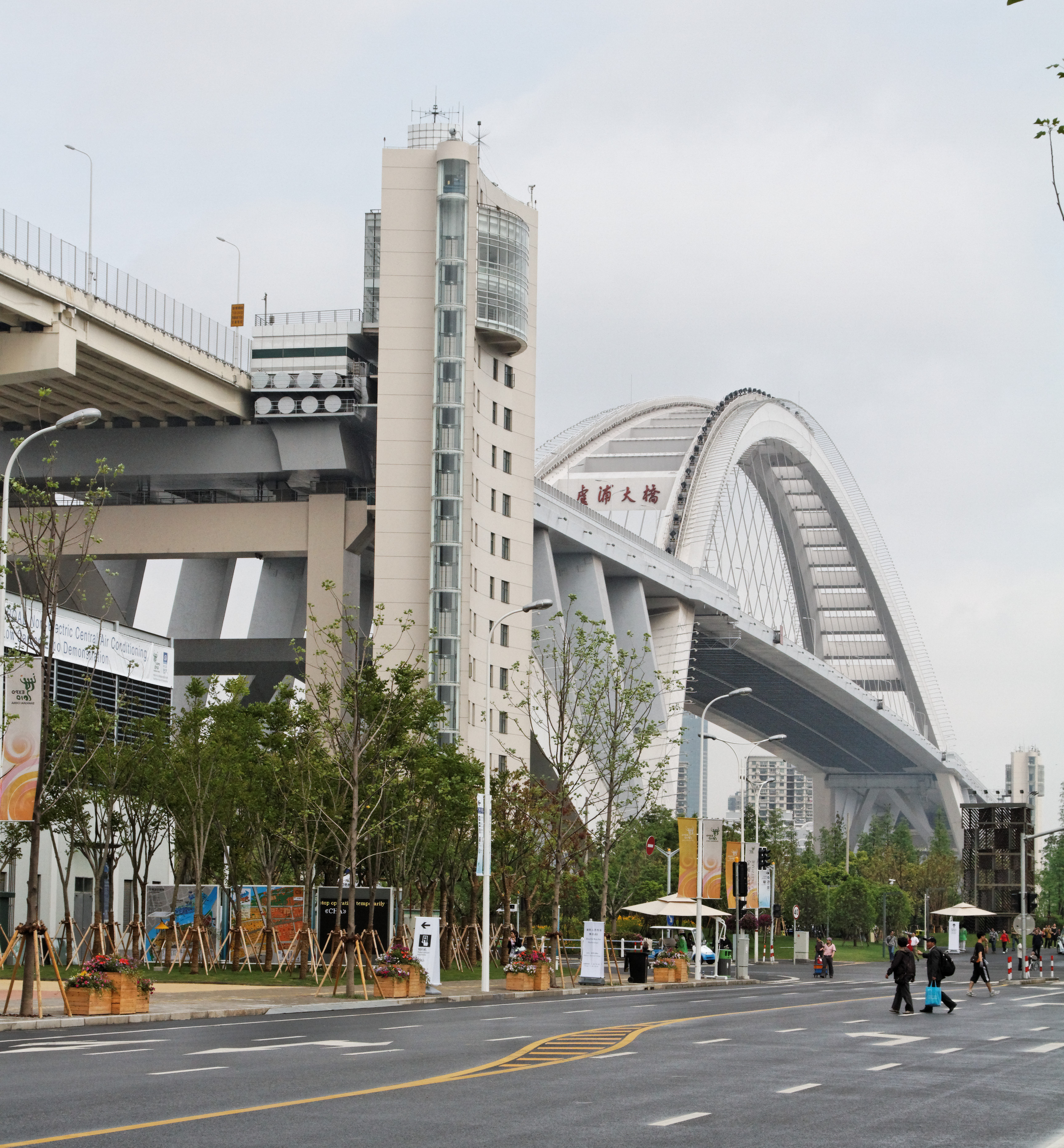